# Жуль Клеман Шаплен
Жуль Клеман Шаплен або Жуль Шаплен (фр. Jules-Clément Chaplain 12 липня, 1839, Нижня Нормандія — 13 липня, 1909, Париж ) — французький скульптор і медальєр другої половини 19 ст.

## Життєпис
Народився в Нижній Нормандії і походив з ремісничого стану. Батько був пекарем.
Художнє навчання опановував в Школі красних мистецтв, скульптуру йому викладав Франсуа Жофре́й (1806-1882), а медальєрне мистецтво - Ежен Удіно́. Брав участь у конкурсі на отримання Римської премії в класі ювелірів і граверів. За твір «Римський вояк кладе пальму першості на вівтар Бога Марса» отримав друге місце. Першу премію отримав 1863 року за твір « Меркурій і пантера» і рельєф на коштовному камені «Голова Меркурія» і право на подорож до Риму. 

## Римський період
Навчався в Римі близько чотирьох років (1863-1868). Надіслав у Париж декілька малюнків-копій з творів римських художників-попередників (« Бог вкладає душу у Адама » Мікеланджело, портрет Андреа дель Сарто ), копії монет доби античних Сіракуз, декілька портретних бюстів і перші власні медалі.

## Участь у виставках і швидке визнання
Як скульптор і медальєр брав участь у виставках ( Паризький салон ,1863, 1864, 1866, 1868, 1869, 1870, 1872 ) і швидко виборов визнання. Участь у Паризькому салоні 1878 р. принесла йому першу виставкову нагороду. Того ж року отримав нагороду орден Почесного легіону. Шаплен запропонував нову ливарну форму, що дозволяла виготовляти медалі типового і малого діаметрів без втрати чіткості і якості виробів. Серед його творів — більше двадцяти медалей за його технологією на часть низки його французьких сучасників - архітекторів, скульпторів, письменників, акторів, художників, політиків.
1896 року його призначили художнім керівником Севрської порцелянової мануфактури. В період керівництва уславленою мануфактурою Шаплен виготовив декілька медалей, використавши неглазуровану порцеляну бісквіт.

## Стилістика
Шаплен як митець працював у добу швидких і напружених пошуків у мистецтві Франції. Разом співіснувало декілька стилістичних напрямків - пізній класицизм, академізм, реалізм, ранній французький модерн ( сецесія ). В молоді роки Шаплен дотримувався орієнтації на класицизм і академізм. Створення портретів реальних осіб навернуло його до реалізму. В останні роки життя він рахувався зі стилем модерн.

## Вибрані твори

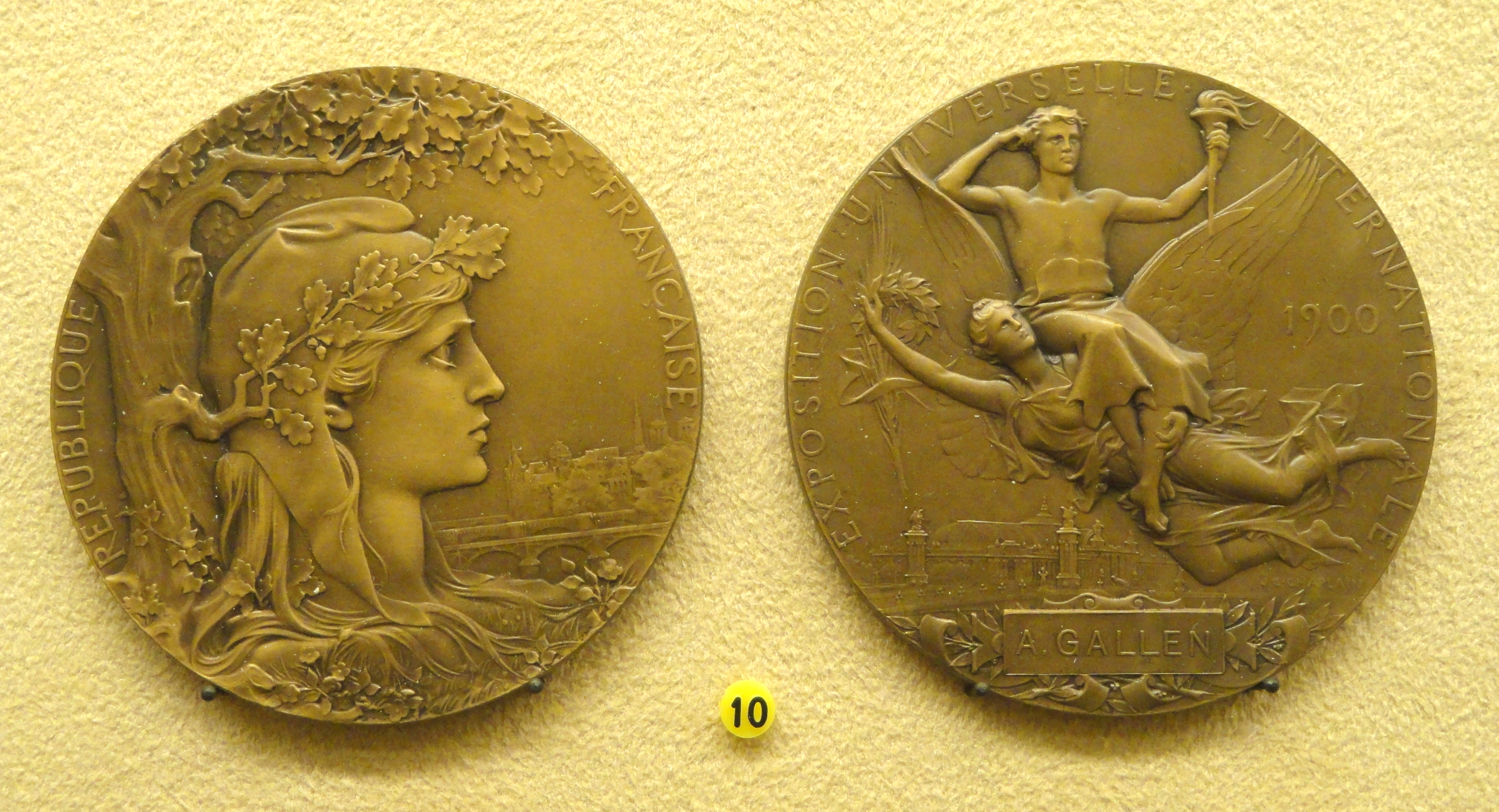
Жуль Клеман Шаплен. «Міжнародна всесвітня виставка», медаль, 1900 р.

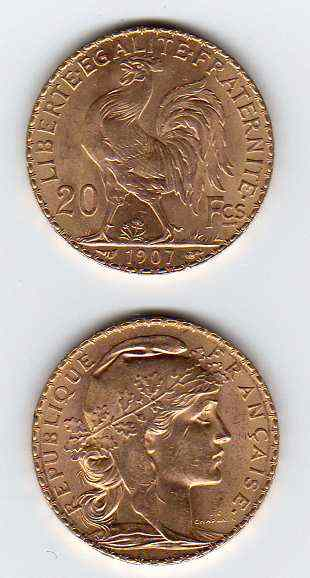
Шаплен. Золота монета у 20 франків.

- «Паризька ратуша (нова)», медаль на відкриття після побудови, 1882
- «Леон-Мішель Гамбетта», прем'єр-міністр Франції, медаль, 1883
- «В пам'ять блокади Парижа», медаль, 1885
- «Скульптор Гійом», медаль, 1886
- « Сара Бернар », 1889, медаль на честь театральної акторки
- «Художник Бонне», медаль, 1890
- «Перші Літні олімпійські ігри», медаль, 1896
- «Міжнародна всесвітня виставка», медаль, 1900 р., Париж
- «Письменник Віктор Гюго», медаль, 1902
- «Письменник Сюллі-Прюдом», лауреат Нобелівської премії з літератури від Франції, медаль, 1907
- Монумент Валері Греару, у співавторстві з Анрі-Полем Нено

- Використовував підписи «J.C.CHAPLAIN», «CHAPLAIN», «J.C.C».

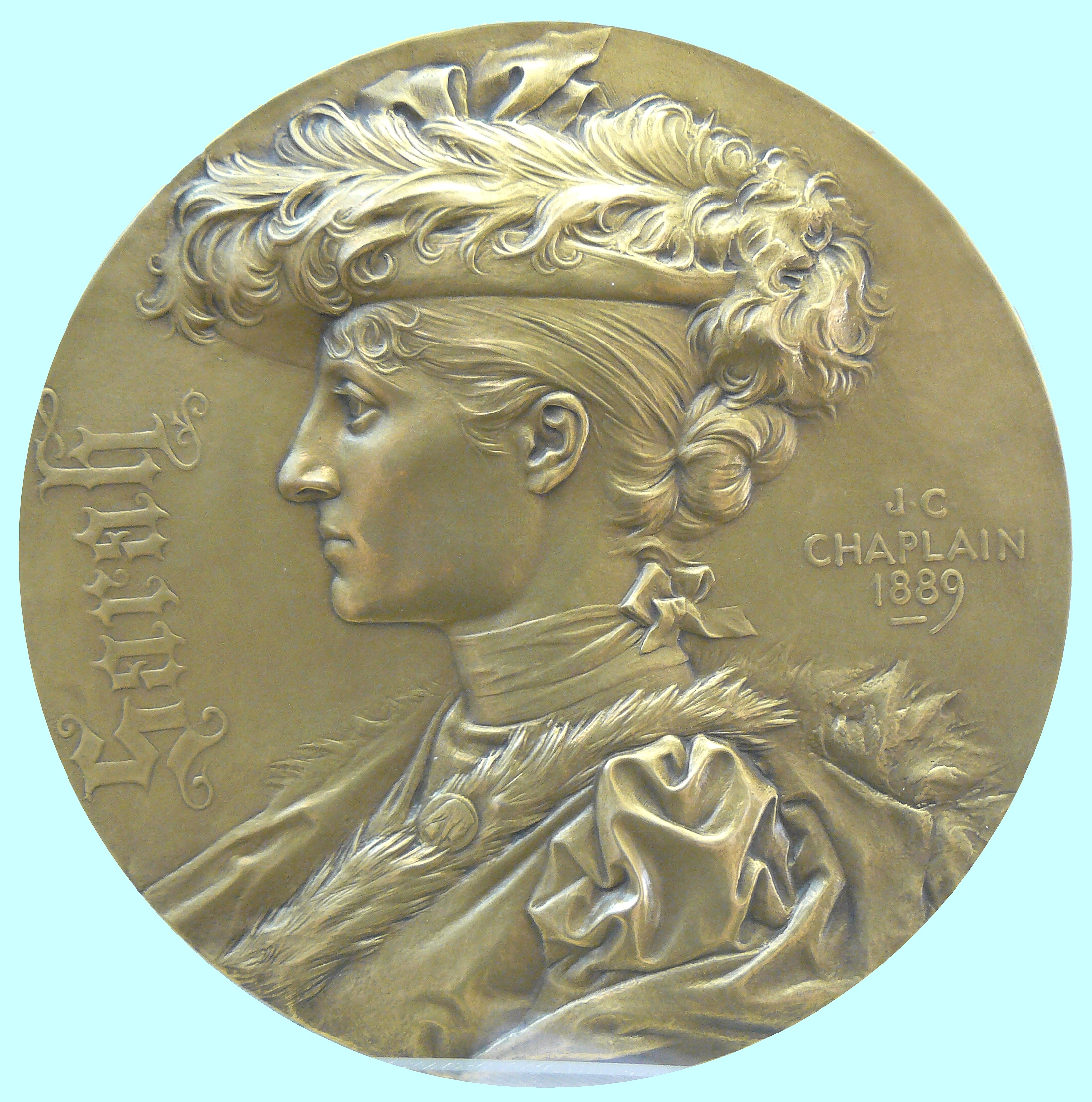
Жуль Клеман Шаплен, Сара Бернар, 1889 р.
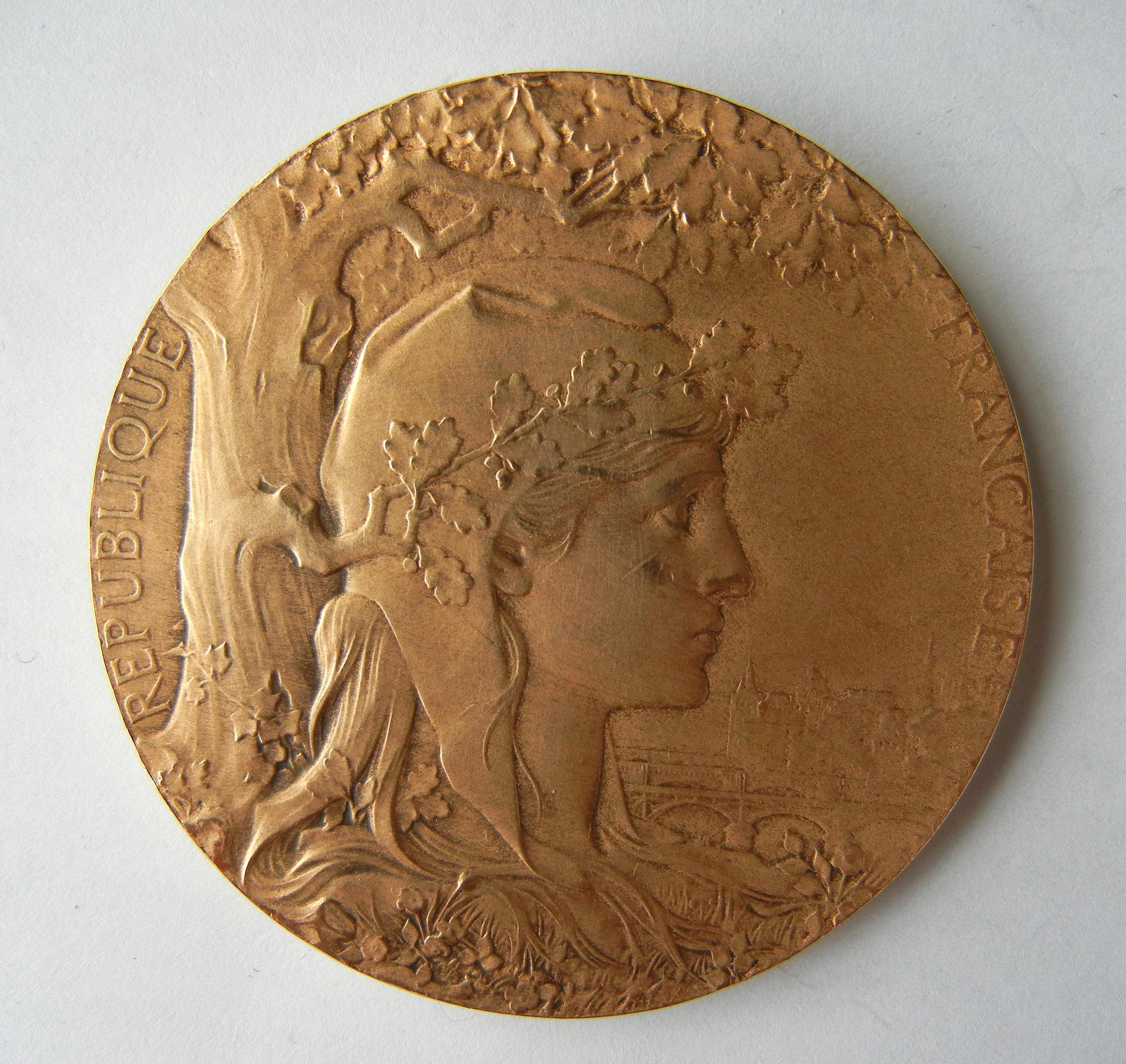
Шаплен. Медаль на честь Всесвітньої виставки 1900 р.
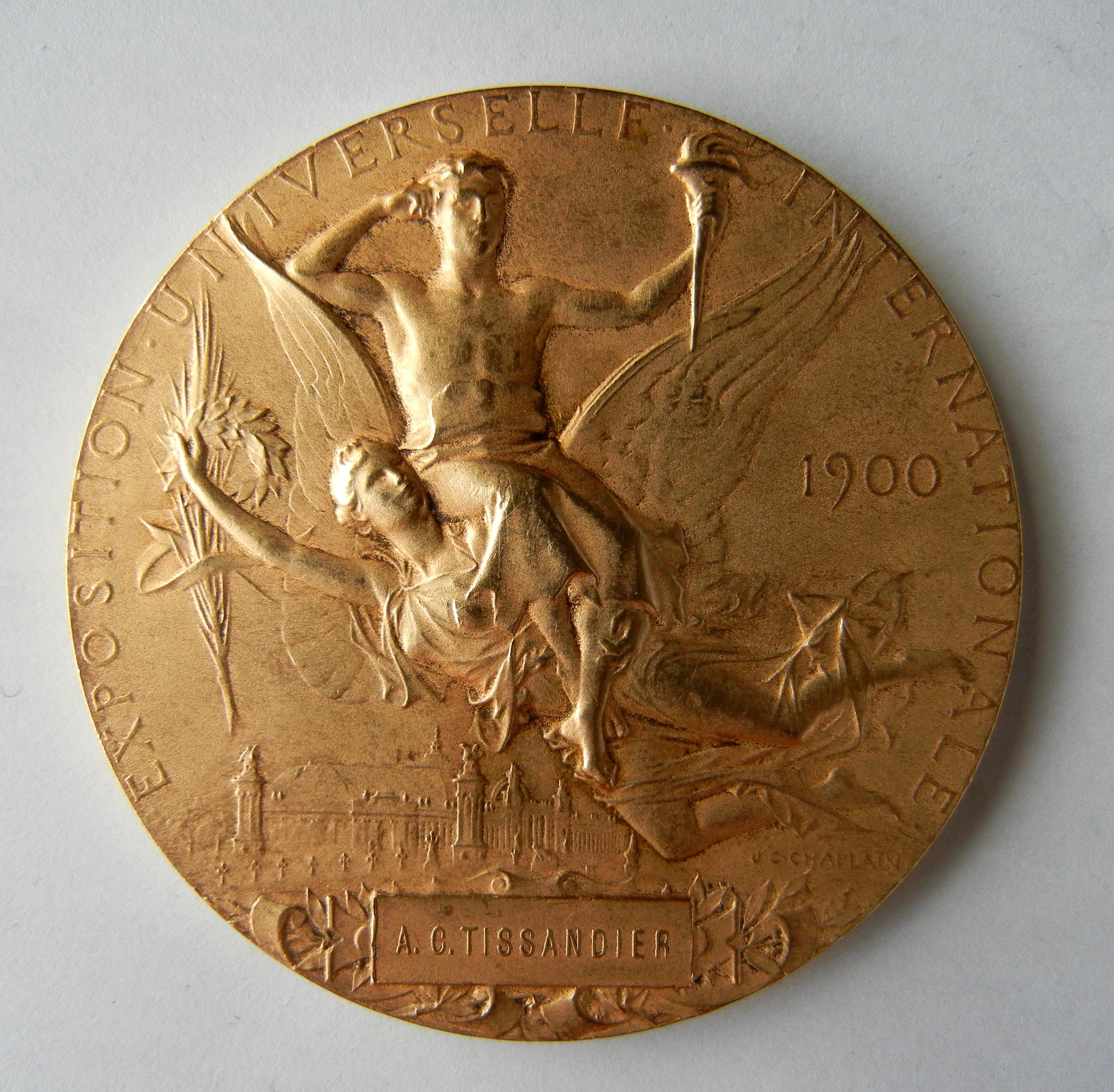
Жуль Клеман Шаплен, «Міжнародна всесвітня виставка», 1900 р., Париж
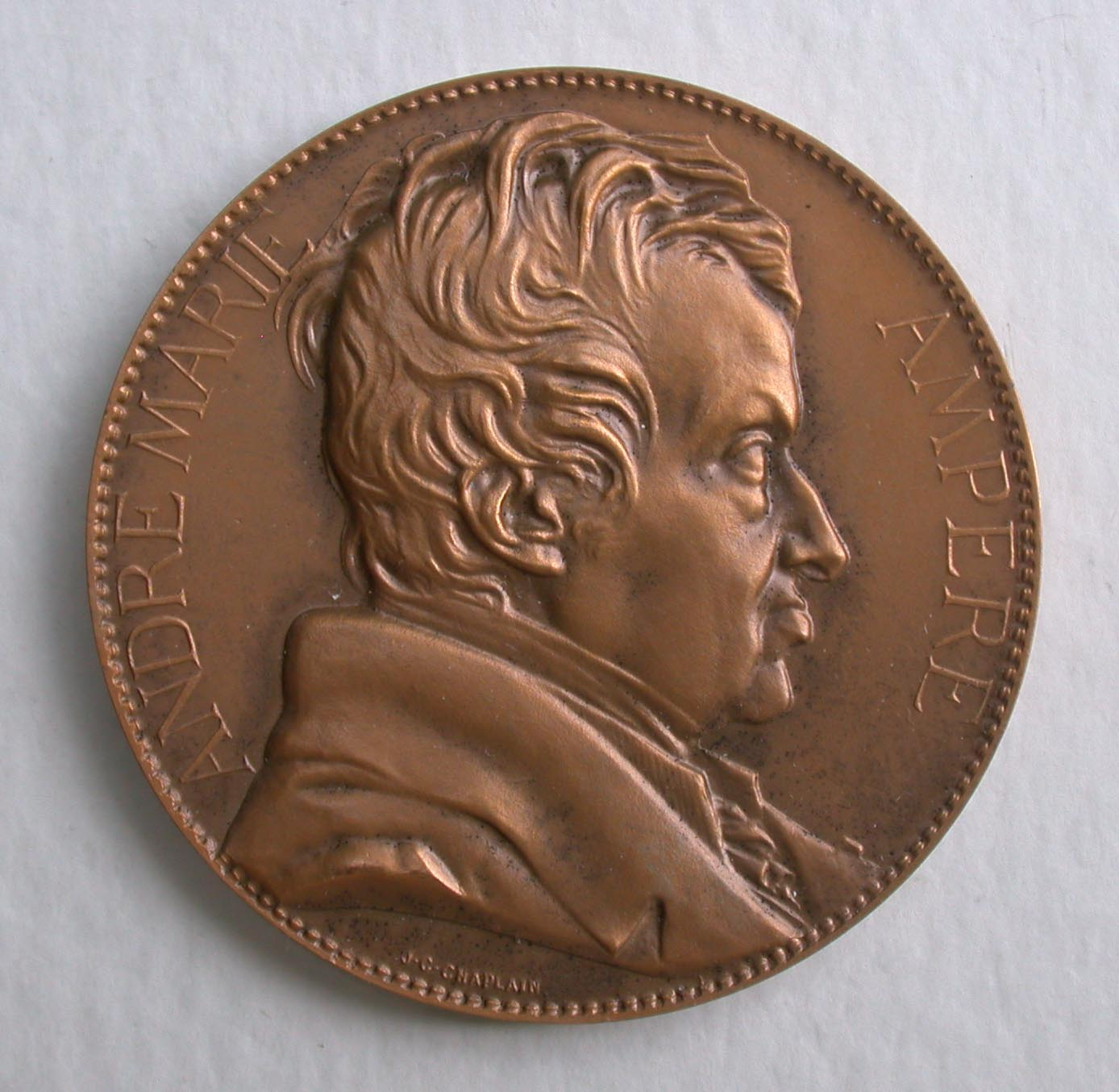
Шаплен, медаль «Андре-Марі Ампер».